# ماریان نورث
ماریان نورث (انگلیسی: Marianne North؛ ‏ ۲۴ اکتبر ۱۸۳۰ – ۳۰ اوت ۱۸۹۰) نقاش، زیست‌شناس، گردشگر، نیکوکار، و مؤلف اهل پادشاهی متحد بریتانیای کبیر و ایرلند و یک هنرمند گیاه‌شناس ویکتوریایی پرکار بود که به‌خاطر نقاشی‌هایش از گیاهان و مناظر، سفرهای خارجی گسترده‌اش، نوشته‌هایش، اکتشافات گیاهی‌اش و ایجاد گالری‌اش در باغ گیاه‌شناسی سلطنتی، کیو مشهور بود.

## اوایل زندگی و تحصیلات
ماریان نورث در هیستینگز انگلستان متولد شد. او دختر بزرگ یک خانواده زمین‌دار مرفه بود که از تبار راجر نورث، پسر کوچکتر دادلی نورث، چهارمین بارون نورث بود. پدرش فردریک نورث، معاون ستوان نورفولک و قاضی دادگاه صلح، و نمایندهٔ مجلس از حزب لیبرال بریتانیا برای منطفهٔ هیستینگز و مادرش، جانت، دختر سر جان مارجوری بنکس نماینده مجلس و اولین بارونت لیس در شهرستان برویک بود. مادرش بزرگ‌ترین فرزند از سه فرزند خانواده بود.
نورث به عنوان خواننده زیر نظر شارلوت سینتون-دالبی آموزش دید، اما صدای او قابل تعلیم و مناسب آواز نبود و پس از این عدم موفقیت خود را وقف نقاشی از گل و گیاه کرد. پس از مرگ مادرش در سال ۱۸۵۵، او دائماً با پدرش که در آن زمان نماینده مجلس هیستینگز بود، رفت و آمد داشت. و پس از مرگ او در سال ۱۸۶۹، تصمیم گرفت به دنبال جاه طلبی اولیه خود در نقاشی گیاگان کشورهای دوردست باشد.

## اواسط زندگی
او نقاشیگیاگان را پس از مرگ مادرش در سال ۱۸۵۵ آغاز کرد. در این دوره خانواده خانه‌هایی در هیستینگز و لندن داشتند. علاقه او به گیاه‌شناسی ممکن است ناشی از آشنایی پدرش با سر جوزف دالتون هوکر مدیر باغ گیاه‌شناسی سلطنتی، کیو بوده باشد. اولین مناظر آبرنگ او در سفری به اروپا با خواهر و پدرش انجام شد.

## حرفه

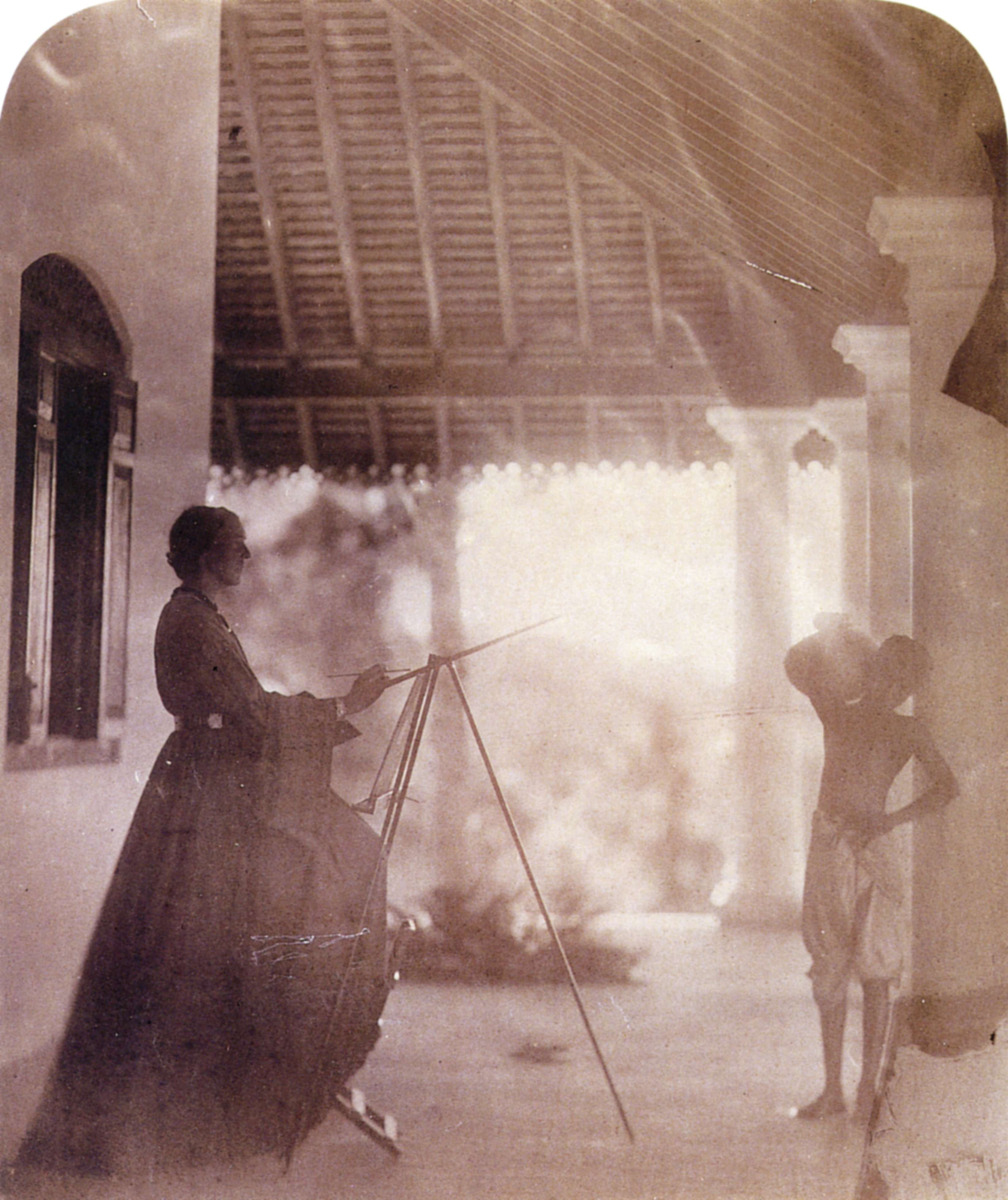
ماریان نورث در خانه خانم کامرون در سیلان (۱۸۷۷)، عکس از: جولیا مارگارت کامرون

پس از ازدواج خواهرش در سال ۱۸۶۴ و از دست دادن کرسی پدرش در مجلس، آن دو زمان بیشتری را صرفِ سفر کردند و از سوئیس و تیرول جنوبی دیدن کردند. آنها در ۱۸۶۵–۱۸۶۷ در سوریه و سپس در امتداد رود نیل سفر کردند. پدرش در سال ۱۸۶۹ در کوه‌های آلپ بیمار شد و ماریان نورث وی را به هیستینگز بازگرداند و پدرش در آنجا درگذشت. او به نقاشی کردن به عنوان راهی برای تسکین اندوه خود ادامه داد. پس از مرگ پدرش در سال ۱۸۶۹، او به سیسیل سفر کرد و نقاشی‌هایی در آنجا کشید.
به پیشنهاد چارلز داروین، نورث در سال ۱۸۸۰ به استرالیا رفت و به مدت یک سال در آنجا و در نیوزیلند نقاشی کرد. در بازگشت، او درختچه «گوسفند استرالیایی» (Raoulia eximia) را به داروین هدیه داد و تصاویر استرالیایی خود را به او نشان داد. نقاشی‌های او از بانکسیا آتنوئاتا، بانکسیا غولی و بانکسیا روبور بسیار مورد توجه قرار گرفتند. گالری او در کیو در سال ۱۸۸۲ افتتاح شد. برای افتتاح این گالری ۸۰۰ نقاشی رنگ روغن روی مقوا به نمایش گذاشته شد که بیانگر بیست سال زندگی و سفرهای نورث بود.

## میراث
دقت علمی فراوان و توجه به ظرایف و جزئیات که او با آن گیاگان را در تمام نقاط جهان ثبت کرد، قبل از اینکه عکاسی به یک گزینه عملی تبدیل شود، به کارهای او ارزش دائمی می‌بخشد. گونه‌های گیاهی که به افتخار او نامگذاری شده‌اند عبارتند از آرک نورثیانا، کاسالیا نورثیانا، کرینوم نورثیانا، نیفوفیا نورثیانا، گیاه‌پارچ نورثیانا و گونه‌ای به نام نورثیانا.
باغ گیاه‌شناسی سلطنتی، کیو ادعا می‌کند که گالری نورث (واقع در بخش شرقی باغ‌ها) «تنها نمایشگاه انفرادی دائمی یک هنرمند زن در بریتانیا» است. در سال ۲۰۰۸ باغ گیاه‌شناسی سلطنتی، کیو کمک مالی قابل توجهی را از لاتاری ملی دریافت کرد که به آن امکان داد تا هم گالری و هم نقاشی‌های داخل آن را بازسازی کند.
در ۲۶ سپتامبر ۲۰۱۶، کانال تلویزیونی بی‌بی‌سی چهار ملکه فراموش‌شدهٔ کیو را پخش کرد. این مستند داستان زندگی نورث را روایت می‌کرد.

## بیشتر بخوانید
- "North, Marianne". Oxford Dictionary of National Biography (online ed.). Oxford University Press. doi:10.1093/ref:odnb/20311. (Subscription or UK public library membership required.)
- Dickins, M. (1962). "Marianne North". The Cornhill Magazine (1031, Spring 1962): 319–329. OCLC 1565148.
- Hughes, Reginald (12 August 1893). "Review of "Some Further Reflections of a Happy Life", by Marianne North. Edited by Mrs. John Addington Symonds. (MacMilllans.)". The Academy. 44.
- Lees-Milne, A. (June 1964). "Marianne North". Journal of the Royal Horticultural Society. 98 (6): 231–240.
- Middleton, Dorothy (1965). Victorian lady travellers. Chicago: Academy Chicago. ISBN 978-0-89733-063-3. (نیازمند ثبت‌نام)
- Middleton, Dorothy (December 1962). "Flowers in a landscape". Geographical Magazine. 35 (8): 445–462.
- North, Marianne (1894).  Symonds, Janet Catherine (ed.). Recollection and Further Recollection of a Happy Life: being the Autobiography of Marianne North. Vol. 1. New York: MacMillan.
- North, Marianne (1894).  Symonds, Janet Catherine (ed.). Recollection and Further Recollection of a Happy Life: being the Autobiography of Marianne North. Vol. 2. New York: MacMillan.
- North, Marianne (1893).  Symonds, Janet Catherine (ed.). Some Further Recollections of a Happy Life selected from the Journals of Marianne North. New York: MacMillan.